# Microhoria terminata

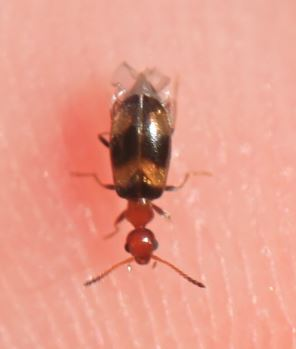
Dorsalansicht

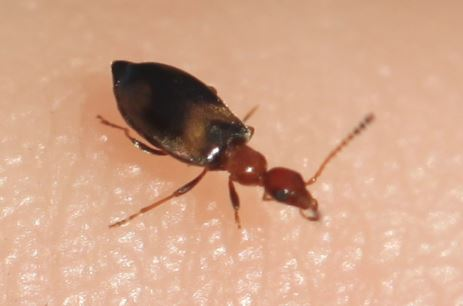

Microhoria terminata ist ein Käfer aus der Familie der Blütenmulmkäfer (Anthicidae). Die Gattung Microhoria ist in Europa mit 86 Arten vertreten, in der Paläarktis mit 186 Arten.

## Merkmale
Die Käfer der Art Microhoria terminata sind 2,3–4,2 mm lang. Sie besitzen eine variable Färbung. Die häufigste Ausprägung besitzt pro Flügeldecke zwei gelbe Flecke – einer im postbasalen Bereich, der andere im präapikalen Bereich. Kopf und Halsschild sind dunkelbraun bis rötlich gefärbt. Der Kopf ist dabei meist etwas dunkler als der Halsschild. Die Fühler sind gewöhnlich blassgelb gefärbt, wobei die 4 bis 5 apikalen Fühlerglieder auffallend dunkel sind.

## Verbreitung
Microhoria terminata ist im südlichen Europa und im Mittelmeerraum weit verbreitet. Im Süden reicht das Vorkommen bis nach Nordafrika (Algerien und Tunesien), im Osten bis nach Zentralasien (Turkmenistan). In England wurde die Art im Jahr 2018 erstmals nachgewiesen.

## Lebensweise
Die Art gilt als hauptsächlich nachtaktiv. Die Käfer findet man an blühenden Büschen, aber auch im Detritus (Pflanzenreste).